# Mariano Picón Salas
Mariano Picón Salas (Mérida (Venezuela), 26 gennaio 1901 – Caracas, 1º gennaio 1965) è stato uno scrittore, diplomatico e storico venezuelano.

## Biografia
Figlio di Pio Nono Picón e Delia Salas Uzcátegui. Ha realizzato gli studi elementari e secondari a Edo, la sua città natale nello Stato di Mérida, tra il 1908 et il 1918. Nel 1918 iniziò gli studi in diritto all’Università de Los Andes, dove ha fondato e diretto la rivista Aristides Rojas insieme a Mario Briceño Iragorry e a Antonio Spinetti Dini.

### I primi anni e il soggiorno cileno (1901-1936)
Nel 1920 si trasferisce a Caracas per continuare i suoi studi in Diritto all’Università Centrale del Venezuela, dove presiede il Centro degli Studenti. Tuttavia, nel 1921, abbandona gli studi per problemi economici, ma è nominato capo dei Servizi della Direzione di Politica Internazionale del Ministero degli Esteri (carica che ricopre tra febbraio e giugno) e poi direttore della Politica economica (tra luglio e novembre), dal ministro Esteban Gil Borges. Alla fine del 1921 rientra a Mérida, dove rimane fino al giugno del 1923 quando, per ragioni personali, la sua famiglia è costretta a emigrare in Cile.
A Santiago si iscrive al corso di storia all’Università di Santiago dove si laurea nel 1927. Nel 1928 ottiene il Dottorato in Lettere e Filosofia, nella stessa Università. Dal 1928 al 1935 ricopre la carica di professore di Storia dell’arte e Letteratura generale alla Facoltà di Belle Arti e Filosofia dell’Università del Cile. È stato anche professore di storia nell’internato nazionale Barros Arana della capitale cilena. Nel 1930 fonda a Santiago, insieme a Mariano Latorre e Oscar Vera, tra gli altri, il gruppo letterario Indice. Ha diretto, durante due anni, l’organo ufficiale del movimento: la rivista Indice. Nel 1932 ha occupato, anche se per breve tempo, la carica di rettore dell’Università del Chile.

### Il ritorno in Venezuela (1936-1949)
Nel febbraio del 1936 ritorna in Venezuela. Qui, l’8 marzo dello stesso anno fonda con Rómulo Betancourt, Alberto Ravell et Luis Beltrán Prieto Figueroa, tra gli altri, il Movimento d’Organizzazione Rivoluzionaria Venezuelana (ORVE), di cui è stato segretario generale fino al 15 giugno dello stesso anno, quando è designato sovrintendente all’Educazione. Durante lo svolgimento di questa carica propone la creazione dell’Istituto Pedagogico, costituito due mesi più tardi (ottobre 1936).
Membro fondatore dell’Associazione degli Scrittori del Venezuela, è nominato Responsabile degli Affari nell’ambasciata del Venezuela in Cecoslovacchia (1936-37). A metà del 1937 rinuncia all’impegno diplomatico e si trasferisce in Cile, dove rimane fino al 1938, quando ritorna in Venezuela e assume l’incarico di direttore di Cultura e Belle Arti del Ministero dell’Educazione (1938-1940). A Caracas fonda e dirige la Revista Nacional de Cultura.
Nel 1943 è nominato responsabile culturale dell’Ambasciata del Venezuela a Washington, lavorando anche come professore invitato in varie università nordamericane: Columbia, Middlebury, Smith e Università della California. Alla fine del 1944 ritorna in Venezuela dove assume fino al marzo dell’anno successivo il giornale di Caracas El Tiempo. È stato Decano-fondatore della Facoltà di Lettere e Filosofia all’Università Centrale del Venezuela (1946) ed è nominato ambasciatore del Venezuela in Colombia (1947-1948).

### L’autoesilio, il ritorno e la morte (1948-1965)
Nel novembre del 1948, al momento della deposizione del presidente Rómulo Gallegos, rinuncia al suo incarico di ambasciatore e viaggia in Messico come professore invitato al Colegio de México. Dal 1949 al 1952 lavora come professore invitato nelle università di Puerto Rico (1949-1951) e della California a Los Angeles (1951-1952).
Tra il 1952 e il 1954 è direttore del supplemento Papel literario del giornale El Nacional e nel 1954 comparte con Arturo Uslar Pietri il Premio Nacional de Literatura.
Tra il 1958 e il 1963 è ambasciatore del Venezuela in Brasile (1958-59), delegato del Venezuela all’UNESCO a Parigi (1959-1962) e ambasciatore del Venezuela in Messico (1963), incarico a cui rinuncia per motivi di salute, trasferendosi nuovamente in Venezuela, dove è nominato commissario speciale della Presidenza della Repubblica (giugno 1963). È stato fondatore e primo presidente dell’Istituto Nazionale di Cultura e Belle Arti (Inciba), incarico che ha ricoperto finno alla morte.
I suoi resti riposano nella sua città natale dal 9 ottobre 1992.

## Opere
Ha scritto opere di romanzi, saggi, di storia e critica. Ha pubblicato il suo primo lavoro nel 1917 a sedici anni e a vent’anni il suo primo libro Buscando el camino. Tra le sue opere si ricordano: Formación y proceso de la literatura venezolana (1940), De la Conquista a la Independencia (1944), opera fondamentale per la comprensione del processo culturale dell’America spagnola, Dependencia e independencia en la historia hispanoamericana (1953) e Crisis, cambio y tradición (1955), dove mette in evidenza il problema creato per il mancato equilibrio tra lo sviluppo umano e lo sviluppo tecnico e sostiene il rispetto all’individuo. I suoi principali romanzi sono: Viaje al amanecer (1943) e Los tratos de la noche (1955). Delle poche poesie che si conoscono, i più conosciuti sono i Tres sonetos del desengaño (1965).
Il tema centrale dei suoi saggi è l’universalità della cultura ispanoamericana stabilita a partire dalla riflessione sull’identità e il destino di Venezuela e dell’America spagnola. Nel campo della storia si distinguono le biografie su Francisco de Miranda (1946) et Cipriano Castro (1953). È stato Premio Nacional de Literatura nel 1954 e membro importante dell’Accademia Nazionale di Storia (1947).